# Zero (NewJeans歌曲)
〈Zero〉是韩国女子组合NewJeans的一首歌曲，于2023年4月3日作为韩国可口可乐零糖活动的宣传单曲发行并释出音乐视频。这是该团体自出道以来的首个主要以英语发行的歌曲。

## 背景
NewJeans此前被宣布成为可口可乐的全球大使，其中歌曲〈Zero〉为他们之间合作的首个项目。

## 创作
〈Zero〉包含了“各种流派和声音”，例如流行音乐和R&B和弦以及泽西俱乐部节奏，一份新闻稿称它还结合了“鼓与贝斯的紧迫感以及R&B的甜美感”。它包含引用可口可乐的韩语和英语“融合”的歌词。而合唱“Coca-Cola 맛있다”（可口可乐很美味）部分是韩国版的“Eeny, meeny, miny, moe”。类似于《鱿鱼游戏》影集中的“木槿花之歌”，是一首源自儿童困境的韩国传统戏剧朗朗上口的旋律。

## 榜单成绩
| 榜单（2023）                    | 最高位置 |
| ------------------------------- | -------- |
| Global Excl. US（Billboard）    | 154      |
| 日本（Japan Hot 100）           | 58       |
| New Zealand Hot Singles（RMNZ） | 29       |
| 新加坡（RIAS）                  | 22       |
| 南韩（Circle数字榜）            | 12       |